# 小林由佳 (歌手)
小林 由佳（こばやし ゆか、1983年1月19日 - 2011年9月3日）は、日本の歌手。奈良県出身。

## 人物・エピソード
奈良県生まれ。生後まもなく「先天性胆道閉鎖症」という1万人に1人の割合で発症するといわれる難病が見つかる。
歌手を夢見て20歳で上京し、闘病生活の一方で働きながら音楽スクールへ通う。2009年2月に自費制作で初めてのアルバム『Alive』を発売したが、直後の2009年5月に体調を崩す。6月に医師から「余命1年」の宣告を受けたが、「やっぱり自分は歌を歌おう。歌しかないし、多くの人に自分の歌を知ってもらいたい」という強い思いから、東京都西東京市の保谷こもれびホールでのライヴ「命を懸けたLast Live」を企画。自身のブログやmixiなどで情報発信をはじめたところ、共感した人々から励ましのエール、ライヴの運営の手伝いなどの申し出などが相次ぎ、2009年12月28日付朝日新聞や週刊女性2010年2月9日号などでも紹介され、注目を浴びる。2010年6月9日、アルバム「Precious〜僕らの未来が咲く場所へと〜」（ユニバーサルミュージックよりリリース）で念願のメジャーデビューを果たした。
2010年6月11日、保谷こもれびホールでコンサート「命を懸けたLast Live〜僕らの未来が咲く場所へと〜」を実現。フジテレビ系『奇跡体験!アンビリバボー』では彼女のドキュメンタリーを制作。2010年4月15日に彼女のドキュメンタリー、5月13日には彼女のアルバムの制作過程、6月17日には実際のLiveの模様が紹介された。
2011年9月3日午前2時54分死去、28歳没。

## 作品

### CDアルバム
| 枚           | 発売日       | タイトル                             |
| ------------ | ------------ | ------------------------------------ |
| インディーズ | 2009年2月    | Alive                                |
| 1st          | 2010年6月9日 | Precious〜僕らの未来が咲く場所へと〜 |

### 著書
「終わりなんかに、させない」(青志社)